# Nine to the Universe
Nine to the Universe deseti je studijski album američkog glazbenika Jimia Hendrixa, postumno objavljen u ožujku 1980. godine od izdavačke kuće Reprise Records. Nine to the Universe sedmi je studijski album nakon Hendrixove smrti i treći kojem je producent bio Alan Douglas.

## O albumu
Za razliku od prethodna dva albuma Crash Landing i Midnight Lightning, Douglas na ovome nije doveo glazbenika kako bi nasnimio instrumentalne dionice na pjesmama. U prvoj skladbi "Message from Nine to the Universe" s originalne snimka uklonio je prateći vokal kojeg je pjevao Devon Wilson.
Do tada neobjavljene verzije pjesama "Jimi/Jimmy Jam" i "Drone Blues" pojavljuju se na kompilacijskom albumu Hear My Music kojeg 2004. godine objavljuje diskografska kuća Dagger Records.

## Popis pjesama
| 1. | »Message from Nine to the Universe« |  | 8:45 |
| 2. | »Jimi/Jimmy Jam«                    |  | 8:04 |

| 1. | »Young/Hendrix« |  | 10:22 |
| 2. | »Easy Blues«    |  | 4:30  |
| 3. | »Drone Blues«   |  | 6:16  |

## Izvođači
- Jimi Hendrix – električna gitara, prvi vokal u skladbi A1
- Billy Cox – bas-gitara
- Mitch Mitchell – bubnjevi
- Buddy Miles – bubnjevi u skladbi A1
- Devon Wilson – prateći vokal u skladbi A1 (izbrisan)
- Jim McCarty – gitara u skladbi A2
- Roland Robinson – bas-gitara u skladbi A2
- Larry Young – orgulje u skladbi B1
- Larry Lee – ritam gitara u skladbi B2

## Detalji o snimljenom materijalu
- Pjesma A1 snimljena je u Record Plant studiju u New York Cityu, New York, 29. svibnja 1969.
- Pjesma A2 snimljena je u Record Plant studiju, 25. ožujka 1969.
- Pjesma B1 snimljena je u Record Plant studiju, 14. svibnja 1969.
- Pjesma B2 snimljena je u The Hit Factory u New York Cityu, New York, 25. lipnja 1969.
- Pjesma B3 snimljena je u Record Plant studiju, 24. travnja 1969.

## Vanjske poveznice
- Discogs.com - Recenzija albuma